# Polytaenium feei
Polytaenium feei är en kantbräkenväxtart som först beskrevs av Schaffn., Fée, och fick sitt nu gällande namn av William Ralph Maxon. Polytaenium feei ingår i släktet Polytaenium och familjen Pteridaceae. Inga underarter finns listade.